# Amy White
Amy Lee White, född 20 oktober 1968 i Redondo Beach i Kalifornien, är en amerikansk före detta simmare.
White blev olympisk silvermedaljör på 200 meter ryggsim vid sommarspelen 1984 i Los Angeles.